# Annette Obrestad
Annette Obrestad, née en Norvège le 18 septembre 1988, est une joueuse de poker professionnelle.

## Biographie
Annette Obrestad a commencé à jouer au poker sur internet à l'âge de 15 ans, sous le pseudo « Annette_15 ».
En 2006, Annette termine 7e du Main Event de PokerStars au buy-in de 2 500$, et remporte 163 150$.
En 2007, elle est sponsorisée par Betfair (en). Betfair restera son sponsor pendant deux ans et demi.
En septembre 2007, alors âgée de 18 ans, elle remporte le Main Event des WSOPE à Londres, et la somme de 2 013 733$.
Un mois et demi plus tard, elle finit 2e de l'EPT 4 de Dublin, et empoche 416 920$. 
En 2010, Annette est sponsorisée par le site de poker en ligne Full Tilt Poker. Elle apparait en 2010 et 2011, dans l'émission de poker télévisée Poker After Dark (en).
En 2012, elle signe un nouveau contrat de sponsoring avec Lock Poker.

Sur internet, les gains d'Annette en tournoi dépassent 2,4 millions de dollars. Sur le circuit de poker live, elle cumule plus de 3,9 millions de dollars de gains.